# 石川綾乃
石川綾乃（11月17日—）是日本女性聲優。神奈川縣出身。Office薫所屬。

## 演出作品

### 電視動畫
- 我們這一家
- 校園烏托邦 學美向前衝！（學生）
- Kanon（學生）
- 史上最強弟子兼一（新體操部員）
- 哆啦A夢
- 隱王（風魔忍）
- 我家有個狐仙大人（大五郎）
- 光速大冒險PIPOPA（艾可隆）

2010年
- 無頭騎士異聞錄DuRaRaRa!!（杏里之母〈園原沙也香〉）
- 閃光的夜襲（秋月春陽、其它）
- 黑執事II（エレン）
- 傳說的勇者的傳說（小孩）
- 屍鬼（小出梓）
- 薄櫻鬼~新選組奇譚~（千姬）

2011年
- 輕鬆百合（吉川智子）

2012年
- 蠟筆小新（主婦B）
- 輕鬆百合♪♪（吉川智子）

2013年
- 核爆末世錄（川端雪子）

2015年
- 無頭騎士異聞錄DuRaRaRa!!×2 轉（園原沙也香）
- 輕鬆百合 3☆High！（吉川智子）

2017年
- CHAOS;CHILD（小6女子A）

### OVA
2010年
- 打工聲優！（藁園文花）

### 遊戲
- 薄桜鬼 〜新選組奇譚〜（千姫）
- Fire Emblem Heroes（剎那）